# Lákka Kalogírou
Lákka Kalogírou (Lakka Kalogirou) är en ort i Grekland.   Den ligger i prefekturen Nomarchía Dytikís Attikís och regionen Attika, i den sydöstra delen av landet, 29 km väster om huvudstaden Aten. Lákka Kalogírou ligger 51 meter över havet och antalet invånare är 517.
Terrängen runt Lákka Kalogírou är kuperad norrut, men söderut är den platt. Havet är nära Lákka Kalogírou åt sydost. Runt Lákka Kalogírou är det tätbefolkat, med 356 invånare per kvadratkilometer. Närmaste större samhälle är Asprópyrgos, 19,4 km öster om Lákka Kalogírou. 